# Мадона ди Дособуоно (Верона)
Мадона ди Дособуоно је насеље у Италији у округу Верона, региону Венето.
Према процени из 2011. у насељу је живело 578 становника. Насеље се налази на надморској висини од 71 м.